# Парк біля залізничної станції
Парк бі́ля залізни́чної ста́нції — парк-пам'ятка садово-паркового мистецтва місцевого значення в Україні. Розташований на території міста Мелітополь Запорізької області, біля залізничної станції «Мелітополь». 
Площа 5,5 га. Статус присвоєно згідно з рішенням Запорізького обласного виконавчого комітету від 25.09.1984 року № 315. Перебуває у віданні: Мелітопольська міська рада. 
На території парку розташована ботанічна пам'ятка природи — Дуб черешчатий.